# Кнаусмюллер, Эрвин Эрвинович
Э́рвин Э́рвинович Кнаусмю́ллер (нем. Erwin Knausmüller; 31 января 1912, Линц, Австро-Венгрия — 4 января 2000, Москва, Россия) — советский и российский характерный актёр кино; советский политработник, дипломатический служащий и литератор австрийского происхождения.

## Биография
В 1932 году окончил Академию торговли в австрийском Граце. Работал во Внешторге Австрии в Вене. Принимал участие в антифашистской деятельности. С 1936 года работал в Профинтерне в Москве, потом техником торговли и рационализации в ЦУМе.
Великую Отечественную войну начал в мотострелковой бригаде особого назначения НКВД, позже состоял политинструктором в Коминтерне.
В 1947—1950 работал главным редактором немецкой газеты «Миттайлунген» в СССР, с 1951 диктором в радиокомитете по вещанию на Германию и Австрию, помощником представительств иностранных фирм в управлении обслуживания дипломатического корпуса СССР (1970—1982).
В 1959 году начал творческую жизнь в кинематографе: дебютировал в фильме Ильи Гурина «Золотой эшелон». В кино в основном играл роли второго плана, преимущественно иностранцев. Всего снялся в 61 художественном фильме.
Также занимался переводами: перевёл с русского языка на немецкий «Историю средних веков. Учебник для 6 класса средней школы» Е. В. Агибаловой и Г. М. Донского — для национальных немецких школ и школ с углублённым изучением немецкого языка; составил и издал «Русско-немецкий песенник» (песни советских композиторов для школьников на немецком языке), М., Музыка, 1970.
Похоронен в Москве на Введенском кладбище (29-й участок).

## Фильмография
| Год       |   | Название                     | Роль                                                             |
| --------- | - | ---------------------------- | ---------------------------------------------------------------- |
| 1959      | ф | Золотой эшелон               | Фридрих                                                          |
| 1959      | ф | Первый день мира             | Кунце                                                            |
| 1960      | ф | Прощайте, голуби             | эпизод (в титрах не указан)                                      |
| 1961      | ф | В начале века                | эпизод (в титрах не указан)                                      |
| 1961      | ф | Мир входящему                | немецкий офицер                                                  |
| 1961      | ф | Ночь без милосердия          | эпизод (нет в титрах)                                            |
| 1961      | ф | Суд сумасшедших              | эпизод (в титрах не указан)                                      |
| 1962      | ф | 49 дней                      | капитан авианосца                                                |
| 1962      | ф | У твоего порога              | ополченец                                                        |
| 1962      | ф | Венский лес                  | антифестивальщик                                                 |
| 1962      | ф | Здравствуйте, дети!          | профессор Айзенах                                                |
| 1962      | ф | Течёт Волга                  | журналист                                                        |
| 1962      | ф | Третий тайм                  | майор Хайнц                                                      |
| 1964      | ф | Вызываем огонь на себя       | полковник Айвалер                                                |
| 1964      | ф | Они шли на Восток            | немецкий полковник                                               |
| 1964      | ф | Сокровища республики         | иностранный дипломат                                             |
| 1965      | ф | Да здравствует Республика!   | дипломат-контрабандист                                           |
| 1965      | ф | Ленин в Швейцарии            | фотограф                                                         |
| 1965      | ф | Они не пройдут               | генсек австрийской компартии                                     |
| 1966      | ф | Их знали только в лицо       | немецкий офицер                                                  |
| 1966      | ф | Королевская регата           | награждающий (в титрах не указан)                                |
| 1967      | ф | Анна Каренина                | управляющий Вронского (в титрах не указан)                       |
| 1967      | ф | Бабье царство                | немецкий ефрейтор                                                |
| 1967      | ф | Война и мир                  | генерал Вейротер                                                 |
| 1967      | ф | Путь в «Сатурн»              | немецкий майор                                                   |
| 1967      | ф | Конец «Сатурна»              | немецкий майор                                                   |
| 1967      | ф | Тысяча окон                  | дипломат                                                         |
| 1968      | ф | Это мгновение                | командир интербригады                                            |
| 1968      | ф | Ошибка резидента             | Себастьян, сотрудник BND                                         |
| 1968—1971 | с | Освобождение                 | немецкий генерал                                                 |
| 1969      | ф | Чайковский                   | управляющий графини фон Мэкк                                     |
| 1970      | ф | Море в огне                  | Эрих фон Манштейн                                                |
| 1970      | ф | Морской характер             | немецкий полковник                                               |
| 1970      | ф | Судьба резидента             | Себастьян                                                        |
| 1971      | ф | Девушка из камеры № 25       | Браун, немецкий полковник                                        |
| 1971      | ф | Синее небо                   | спутник Рамсея                                                   |
| 1971      | ф | Пятнадцатая весна            | немецкий офицер (в титрах не указан)                             |
| 1972      | ф | Саженцы                      | американский турист                                              |
| 1972      | ф | Укрощение огня               | генерал (в титрах не указан)                                     |
| 1973      | ф | Возврата нет                 | эпизод (в титрах не указан)                                      |
| 1973      | ф | Города и годы                | немецкий офицер                                                  |
| 1974      | ф | Авария                       | Шпигель, вице-президент общества скотоводов (в титрах не указан) |
| 1975      | ф | Бегство мистера Мак-Кинли    | гость фирмы (в титрах не указан)                                 |
| 1976      | ф | Так начиналась легенда       | немецкий офицер                                                  |
| 1977      | ф | Фронт за линией фронта       | генерал Шварценберг                                              |
| 1978      | ф | Где ты был, Одиссей?         | Арвид, управляющий конторы                                       |
| 1979      | ф | Выгодный контракт            | Фольман, немецкий промышленник                                   |
| 1980      | ф | Визит в Ковалёвку            | эпизод                                                           |
| 1984      | ф | Европейская история          | депутат                                                          |
| 1984      | ф | Семь стихий                  | учёный                                                           |
| 1984      | с | ТАСС уполномочен заявить…    | посол США в СССР                                                 |
| 1985      | ф | Битва за Москву              | немецкий офицер в Ясной Поляне                                   |
| 1985      | ф | Мы обвиняем                  | дипломат Майкл Эмброуз                                           |
| 1986      | ф | Михайло Ломоносов            | купец в архангельской немецкой слободке                          |
| 1986      | ф | Досье человека в «Мерседесе» | сотрудник фирмы                                                  |
| 1986      | ф | Наградить (посмертно)        | немецкий офицер                                                  |
| 1986      | ф | Чичерин                      | эпизод                                                           |
| 1987      | ф | Визит к Минотавру            | Франц Колвуд, швейцарский бизнесмен                              |
| 1991      | ф | Линия смерти                 | клиент борделя                                                   |
| 1993      | ф | Вальтер и Амалия             | Вальтер                                                          |

## Награды
- Орден Отечественной войны 2-й степени (06.04.1985)[1]